# ボトルウォーター

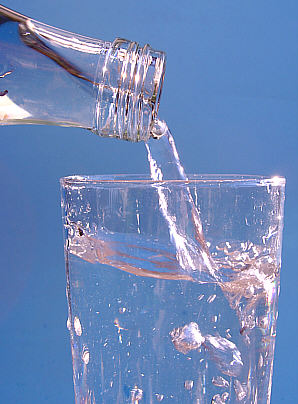
ボトルからコップに注がれる水。

ボトルウォーター (英: bottled water)とは、（水道水、井戸水、湧水、ミネラルウォーター、蒸留水などの）飲料水をプラスチックやガラス製の瓶に詰めた物である。炭酸水かそうでないかに関わらない。寸法も小型のシングルボトルから冷水機用の大型カーボイまで多種多様にわたっている。

## 世界での売り上げ
世界での売り上げは、2006年には売上高が評価額約600億ドル、1.15億立方メートル以上の容積を達成し、過去数十年の間に劇的に増加している。アメリカ合衆国では2008年の売上数は約300億本で2007年と比べてわずかに落ち込んだ。
1990年から2005年にかけて、消費率は4倍になっており、湧き水や浄化水道水が世界中で一番売れている。ある推計によれば、アメリカ合衆国では年約500億本、世界中で約2000億本消費されているとされる。

## 貯蔵
自然災害に備えた応急用品の1つとして貯蔵されることが多い。防災専門家によれば一般に一人あたりの1日分として1米ガロン (3.8 L)貯蔵するのが良いとされている、この量は飲用、料理だけでなく手洗い、食器洗いやその他個人衛生での使用を想定している。工場生産の水容器は開封したり、損傷を受けない限り賞味期限は無いとされる。賞味期限は個々の生産メーカーが汚染や食の安全の問題を反映しているというよりは味が落ちないか、匂いが発生しないかを判断して自主的に設定している。

## ボトルウォーターの問題

### 消費問題
ボトルウォーターは安全な水道水よりお金がかかり、低所得者層にとってはより負担が重くのしかかる。飲料水の安全性問題や水道水の汚染に対する単純な恐怖からボトルウォーターへの需要があるが、貧困などの層にとってボトルウォーターを買うことは経済的な困難を伴う。
2011年3月、パシフィック・インスティテュートはカリフォルニア州のセントラル・バレーの硝酸塩で汚染された飲料水のコストを調査したが、危険な水道水を避けるコストは汚染によって甚大な影響を受けている低所得などの家庭にとってより負担が重い。調査した結果、家庭における水の平均総コストは平均世帯収入の4.6%でアメリカ合衆国環境保護庁(EPA)が推奨する飲料水費用の3倍だったと述べた。また、汚染のある水を飲むことによって医療費がよりかさむという事実は確認されなかったとし、追加コストの大半はボトルウォーターか家庭用フィルターの購入によるものだったとしている。
M.H.ゴアリック、L.グールド、M.ニムマー、D.ワグナー、M.ヒース、H.バシール、D.C.ブラッソーによる詳細な研究では安全な水が飲める地域において、アフリカ系アメリカ人、ポーランド系アメリカ人、ラテン系アメリカ人の親達が子どもたちにボトルウォーターを与える量は非ラテンの白系児童と比べて3倍多いが、これはボトルウォーターがより安全な上綺麗で味がよく便利だと考えているからと思われる。これの経済的な意味はまた、世帯収入の割合において白人の場合はボトルウォーターを購入する費用の割合の中央値が0.4%だが、アフリカ系やラテン系の場合は2倍になっているという深刻な不公平を露呈しているとしている。また、「世帯収入に対する水費用のかなり印象的なレベルに関する我々の研究は貧困層にとってボトルウォーターの使用は他の健康に関する需要に応じた可用性の少ない供給源になっている可能性があることを示唆している。」とも述べている。世界的な視野で見れば発展途上国におけるボトルウォーター市場は汚染された水道水、自治体の未整備な水道システムへの恐怖から急成長しており、一部のボトルウォーターメーカーの売り上げも増加しているとされる。とくにインドの一部、メキシコ、中華人民共和国でのボトルウォーターの売上が急激に伸びている。
ボトルウォーターは水道水など他の水供給源のより安全な代替と認められていて、綺麗な水道水を提供できている各国においても飲料量が増えている。これは消費者が水道水の味を嫌うか自身の持つ味覚によるものだとしている。この現象のもう一つの要因として、ボトルウォーターの市場的成功が言われている。1990年代初め、ボトルウォーター業界は広告に約4300万ドル投じたとされ、ペリエのボトルウォーターがステータスシンボルに転換した市場の成功例がある。消費者は体に良いという理由でボトルウォーターを選ぶ傾向があり、水道水の問題が発生した地域においては特にボトルウォーターの消費量が高い。国際飲料協会のガイドラインによれば、ボトルウォーターメーカーはマーケティング活動で自社製品と水道水を比較することは出来ないとされる。消費者はまた特定ブランドに関する記憶の影響を受けていて、例としてコカ・コーラはイギリスにおいて法的基準値を超える臭素酸が検出されたとしてダサニを回収したが、イギリスにおいてこの問題が消費者の持つダサニのイメージになったからである。
ボトルウォーターの売上は、基本的に白人と比べて収入が低いアフリカ系アメリカ人、アジア系、ヒスパニック系が特に高いが、複数の仮説によればこの違いは民族の地理的な分布が原因だと言われており、民族別のボトルウォーター消費量の違いは都市、郊外、農村地域間の水道システムの品質の違いを反映している(Abrahams et al. 2000)。また貧困地域における水道システムの欠陥による過去の問題の記憶を引きずっている可能性がある(Olson 1999)とされている。フランスでは、1970年代初めの同種の地理学研究において、ボトルウォーターの消費は都市部で特に高いことが判明しており(Ferrier 2001)、この発見はフランスの都市にある鉛管が古いために悪い状態になっていてそれ故に都市部の水道水の質が悪い理由になっているとされるが、それにも関わらず、都市部の貧弱な水道水に嫌気が差した大衆は代替の水を探すようになったとしてもそれだけでは必ずしもボトルウォーターの高い消費に繋がるわけではないとされる。
複数の調査では「ボトルウォーターはこれまで水道水の代わりとされてきたが、実はアルコール飲料や伝統的なソフトドリンクの代替として主に飲まれている可能性があることが判明した(e.g. AWWA-RF 1993; FWR 1996)が、水質汚染で深刻な健康リスクを引き起こし、水道水関連企業への信頼が非常に揺らいだからという異論も出ている(e.g. Lonnon 2004)。ボトルウォーターが好まれるようになった別の理由として、「良くない環境での純粋かつ自然的なボトルウォーターの消費は象徴的な浄化行動を示している。」とされる。
多くの低所得家族は水道水を飲むことを避けているが、病気の原因になるのではないかと恐れているためである。しかし、ボトル詰めやフィルターに通された水の過剰消費はコストが掛かり、さらに歯の治療費がかさむ可能性があるとされる。ボトル詰めやフィルターに通された水の消費はアメリカ合衆国において過去と比べて劇的に増加していて、ボトルウォーターの売上は年約4億ドルと3倍に増えている。アメリカ合衆国民の50%以上がボトルウォーターを飲んでいる。25%から40%のボトルウォーターは単純に水道水を詰めたものと幅広く信じられているのにもかかわらず、人々は水道水を飲むことと比べてボトルウォーターを1ガロンあたり240倍から10,000倍以上消費している。ボトルウォーターを1日グラス8杯のペースで1年間飲み続けると約200ドルの費用がかかるとされ、同じペースで水道水を飲むと0.33ドルで済む。一般的に、女性は男性と比べてボトルウォーターを好むとされるが、ヒスパニック系女性が民族の中で最もボトルウォーターを好むとされる。
ボトル詰めの水、フィルターを通した水、水道水も全てアメリカ合衆国においては大部分で安全である。実際、アメリカ環境保護庁の規定では水道水はアメリカ食品医薬品局が定めるボトルウォーターの規定より厳しいとされる。オハイオ州シンシナティにおける飲料水の研究で、ボトルウォーターの細菌数は水道水より多い例が頻繁にあり、フッ化物の濃度と一致しないことが判明している。
世界的には、ボトルウォーターの消費による著しい環境的変化があり、ボトルウォーターの世界的な消費の急上昇に対し、世界自然保護基金やグリーンピースがボトルウォーターのプラスチック容器による大規模な環境負荷を警告している。
また、ボトルウォーターは生産や輸送に大量のエネルギーを必要とするため、オーストラリアのニューサウスウェールズ州にある町では環境問題を理由にボトルウォーターを禁止した。2001年にWWFは「Bottled water: understanding a social phenomenon」という研究論文で多くの国においてボトルウォーターは水道水と比べて安全でもなければ体に良いわけでもないのに、1000倍の価格で売られていると警鐘を鳴らしている。また、市場の活況ぶりはプラスチックのリサイクルに対する厳しい障害となり、埋立処分場はプラスチック容器の山で埋まってしまうとも非難している。さらにこの研究で消費者によるボトルウォーターの購入水量よりボトルウォーターの生産に使われる水量が多いことも発見している。
シドニーに本社を置く飲料会社がニューサウスウェールズ州にあるバンダヌーンという町に採水プラントを稼働させたが、住民はボトルウォーターの販売を非合法化、現在も町は会社と法廷で係争中である。

### 販売禁止の動き
ボトルウォーターが環境問題につながっているとして、一部の地域やアメリカ合衆国の大学でボトルウォーターの販売が禁止されるようになった。
2009年、ニューサウスウェールズ州にあるバンダヌーンという小さな町では世界で初めてボトルウォーターの販売や分配を禁止した。この決定は世界中にある他の都市から注目を集めた。
2012年、マサチューセッツ州コンコードはアメリカ合衆国で初めてボトルウォーターの販売を禁止した。一人分の1リットル（34オンス）以下のテレフタル酸ポリエチレン（ペット）ボトルに詰められた無炭酸、無臭の飲料水の販売禁止と明確化され、2013年1月1日より施行された。

### 健康への影響
アメリカ合衆国において、ボトルウォーターと水道水はそれぞれ異なる機関で規制されていて、アメリカ食品医薬品局(FDA)がボトルウォーターを規制していて、アメリカ合衆国環境保護庁(EPA)が水道水の品質を管理している。安全飲料水法に基づき、EPAは飲料水にいる可能性がある約90もの汚染物質の最大汚染レベルや15の二次最大汚染レベルを設定している。
多くの場合、水質の決定や監視は水道水とボトルウォーターの間で不均一かつ不規則である。水道水の汚染が発生した場合は国民にすみやかに公表しなければならないのに、ボトルウォーターには当てはまらず、汚染が発生しても多くの場合最近まで公表されたことがない（例として、リコールされた100製品以上のボトルウォーター製品の一覧を参照）。
1950年代以降、水道水の多くはフッ化されていて虫歯を防いでいた。一方、ボトルウォーターが自然地下水にあるフッ化物イオンを欠いた蒸留や逆浸透膜で処理されるようになってから、蒸留水の飲用が多くの水道水で現在加えられているこの成分が欠如していることによる虫歯のリスクを増大させている可能性があるとされている。
1999年の天然資源保護協議会(NRDC)による研究では、ボトルウォーターブランドの約22%をテストした結果、少なくともボトルウォーターの1つのサンプルに厳格な州健康的基準以上の濃度である化学汚染物質が検出されたという。この研究で検出された化学汚染物質の一部は長期間体内に取り込まれた場合健康リスクを引き起こすとされている。このNRDCによる報告書では、ほとんどの水に検出できる細菌はなかったが、合成有機化学物質の度合いと無機化学物質の懸念があったためテストしたが、検出限界以下か適用可能な全基準以下だったと結論づけている。一方、NRDCがテストした全サンプルを見た飲料水研究財団(DWRF)は、連邦のFDAやEPAの基準は伝えられるところによれば大腸菌は総計で2回、フッ化物が2回のわずか4回と勝っていると報告している。
研究によれば、ボトルに使用されているプラスチック容器はエストロゲン活性を持つ化学物質で構成されているとされるがそれを否定する主張もある。一部のボトルウォーターでグラスに注がれた時に化学物質汚染が確認されたが、同様に研究者はプラスチック容器にある水の一部の汚染はプラスチック容器から来ていると予測している。水に達した化学物質は低温、もしくは高温にさらされたプラスチック容器に関係すると言われている。

### 炭酸飲料との競合
無炭酸のボトル詰め飲料水は市場において個人用のプラスチックボトルで売られることから炭酸飲料（炭酸水含む）と競合する。水の消費は多くの場合、炭酸飲料の健康的な代替と考えられてきた。
コンテナ・リサイクリング・インスティテュートは香料入り無炭酸飲料の販売数は2010年に炭酸飲料の販売数を上回ると予想した。これに対し、コカ・コーラやペプシコーラはダイエット・コーク・プラスやタヴァといったビタミンやミネラルを強化した炭酸飲料の新製品を「発泡飲料」として売りだした。

### 水道水との競合
アメリカ合衆国において、ボトルウォーターは多くの場合1ガロンでボトル1本につき3ドルコストがかかるのに対し、同容量の水道水では0.3から0.2セントしかかからない。1999年、NRDCによればアメリカ合衆国の消費者は水道水と比べて単位容積重量あたり240倍から10,000倍のコストがかかっているという。基本的にボトルウォーターのコストの90%以上はボトリング、パッケージング、出荷、マーケティング、販売、そして利益であり、水自体にコストはほとんどかかっていない。
一部地域では、水道水にフッ化物を加える事が認められ、虫歯や空洞を防いでいる。アメリカ合衆国にあるいくつかのボトルウォーター会社は自社製品にフッ化物を添加しているか最初からフッ化物が入っている水をボトリングしている上、食品医薬品局の規定ではボトルウォーターのラベルにフッ化物を添加している旨を記載する必要はない。しかし、自治体が飲料水として水道水に添加するフッ化物の量が連邦政府の規制によって決められていないのとは異なり、FDAはボトルウォーターに添加するフッ化物の最大容量を規定している。水道水のフッ化物添加について議論が続く国のうち添加が強制されている国は、アメリカ合衆国、イギリス、アイルランド、カナダ、オーストラリア、その他一部の国である。
ボトルウォーターは、配管システムや住宅によって異なるものの水道水のように金属腐食にさらされる配管パイプを通らないため銅、鉛、その他金属汚染物質が少ないとされる。
研究による57製品のボトルウォーターのサンプルと水道水のサンプルの比較では、全水道水サンプルは3 CFUs/mL（コロニー形成単位）以下の細菌含有量でボトルウォーターのサンプルでは0.01から4900 CFUs/mLの細菌含有量だった。ほとんどのボトルウォーターのサンプルは1 CFU/mL以下だったものの、15種類のボトルウォーターサンプルでは6から4900 CFUs/mLだった。別の研究で25種類のボトルウォーターを比較した結果、ほとんどのサンプルで水銀、タリウム、トリウムが環境保護庁の定める汚染物質レベルを超えていた。
多くの先進国における塩素は消毒目的で水に添加される。有機物が含まれている水の場合、総トリハロメタンやハロ酢酸といった他の副生成物が生成されてしまい、味や匂いが傷んでしまう。1リットルあたり0.0002 gの残留塩素では直接的な健康問題は起こさないが、世界保健機関が推奨する塩素濃度は0.0005から0.0002 g/Lの間である。
NRDC、シエラクラブ、WWFはボトルウォーターの消費を少なくするように支持者に働きかけている。反ボトルウォーター運動やコーポレート・アカウンタビリティ・インターナショナルのような団体はボトルウォーターは水道水と比べて有害無益と主張し、使い捨てペットボトルが環境に悪影響を与えていると警鐘を鳴らしている。
2003年、ショウタイムのペン&テラー: ブルシット!で仕掛けのあるレストランで食事をする客がボトルウォーターの水とレストランの裏にある庭園のホースの水を区別することができなかったエピソードが放送された。
キリスト連合教会、カナダ連合教会、キリスト教会全国協議会、全米修道女連合、Presbyterians for Restoring Creationといった宗教団体が水道民営化が倫理的かどうか問題提起し、基盤的な資源を買い取り、はるかに高い価格でリパッケージする業界は非倫理的だと主張した。
ボトルウォーターに対する別の頻繁な批判として、限りある水資源をプライベート企業が管理していることで、地元住民が地元にある水資源を利用できなくなり、ボトルウォーター世界最大手企業であるネスレなど少数の企業が資源を世界的に近い形で独占する結果になっていることがある。
Tappedというドキュメンタリーではボトルウォーター業界への主張として、水道水は健康であり、環境的に持続可能で、ボトルウォーターよりも生態学的に安全だと述べている。また、アメリカ合衆国のボトルウォーター産業を特集しており、肯定的な評価を多く得て、Beyond the Bottleといった大学のキャンパスグループが結成されるきっかけになった。しかし、多くの人々は一般的にボトルウォーターの健康への有害性や、環境への影響を理解しておらず、環境心理学に基づきボトルウォーターの消費を減らす方法の研究が始まっている。

## ボトルウォーターの種類
アメリカ食品医薬品局による規定で、米国で販売される「ボトルウォーター」とみなされる飲料水には「Standards of Identity（アイデンティティの基準）」を設けており、甘味料や（味やエッセンスなどの抽出物以外の）化学物質を入れる事は認められず、カロリーフリー・シュガーフリーでなければならないとされている。果物等のフレーバーを加える場合は、最終製品での濃度が1％以下にしなければならないという規定を設けている。
ボトルウォーターの一部のより一般的な種類は次の通り:

- 被圧地下水

帯水層上部の水位から来ている被圧帯水層から濾過され湧き出た水。
- フッ化物添加

連邦規制のFDAコードで定められている許容量に基づくフッ化物が添加されている。このカテゴリには「For Infants（幼児向け）」や「Nursery」という分類も含まれる。
- 地下水

大気圧と同等かより高い圧力下にある地下にある水源
- ミネラルウォーター

100万TDSあたり最低250種類の完全溶解固体物質で構成されていて、地質学的かつ物理学的に保護されている地下水源から来ている単一もしくは複数のボアホールや湧泉から採水されている。水に添加できるミネラルは無い。
- 精製水

蒸留、脱イオン、逆浸透、その他ふさわしい製法で製造されている。また、脱イオン水と言われることも有り、米国薬局方が定める精製水の定義とされている。
- 炭酸水

水源から出ているのと同じ濃度の二酸化炭素が含まれていて、最初に二酸化炭素を除去して処理後に補充することができる。
- 湧水

地下で生み出され地球の表面へ自然と流れる水
- 殺菌水

米国薬局方の殺菌テストに合格した水
- 井戸水

穴から採水された水で、穴は地面を刳貫やドリルなどで開けられる。

## ボトルウォーター製品の型式
ビバレッジ・マーケティング・コーポレーションが定義しているボトルウォーターの市場区分は、小売ペットボトル、小売バルク品、家庭やオフィスへの配達、国産炭酸水、輸入となっているが、香料入り、栄養強化水は除外される。

### 精製水の自動販売機

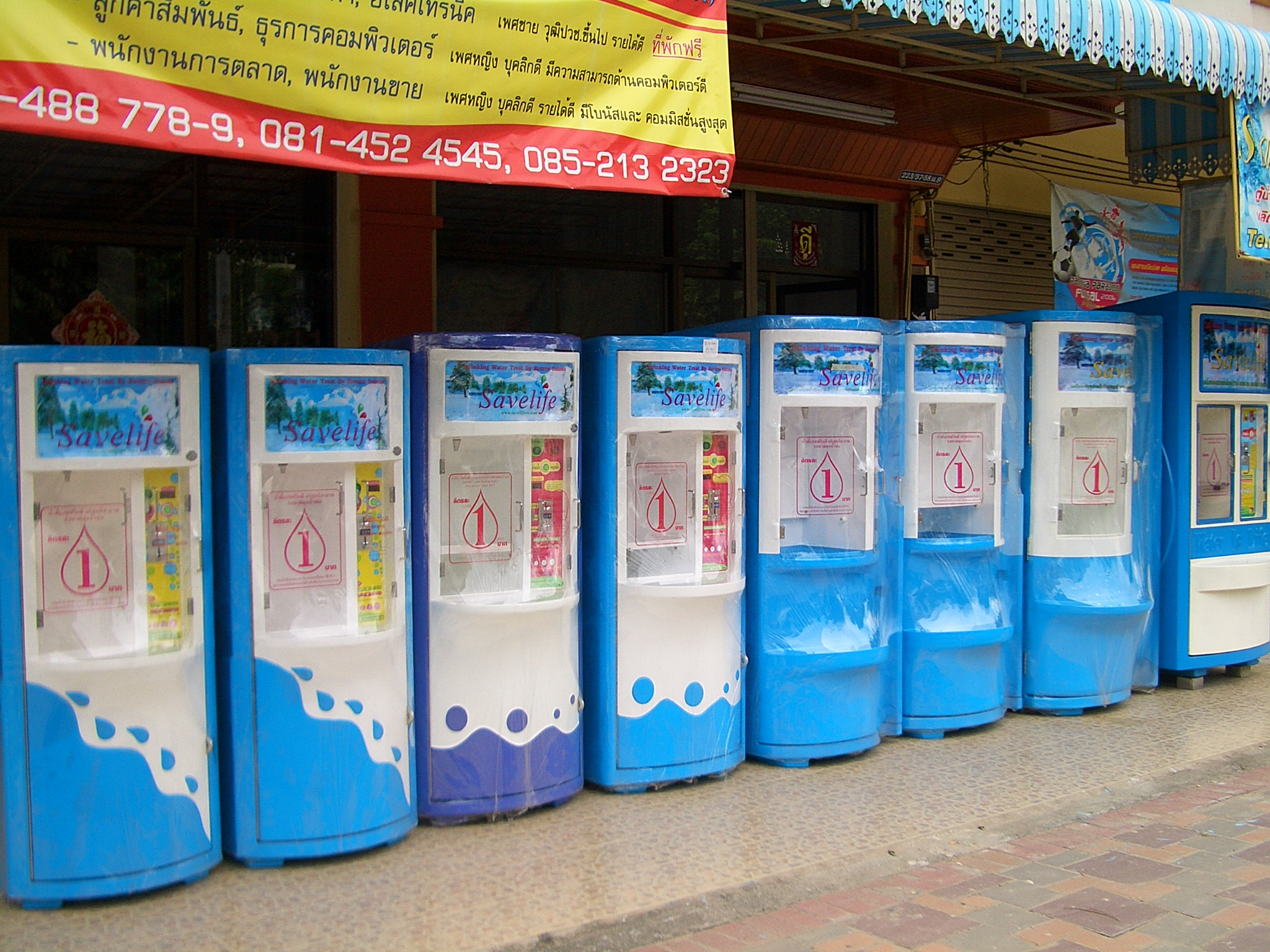
タイのパッタヤーにあるボトルのない水自動販売機。買う人は容器を持参する必要がある。

世界中の多くの都市や企業に買う人が容器を持参して精製水を買う自動販売機がある。全ての販売水は地元の水を濾過している。北米では、基本的にスーパーマーケットの外に置かれている。
すべての水販売会社の中でグラシア・ウォーターが群を抜いた最大手で、1983年の創業以来グラシア・ウォーターは販売期の設置台数を大幅に伸ばしていて、アメリカ合衆国やカナダにおいて2010年は約17,000台の水自動販売機を設置している。

### ボトルウォーターのサービス

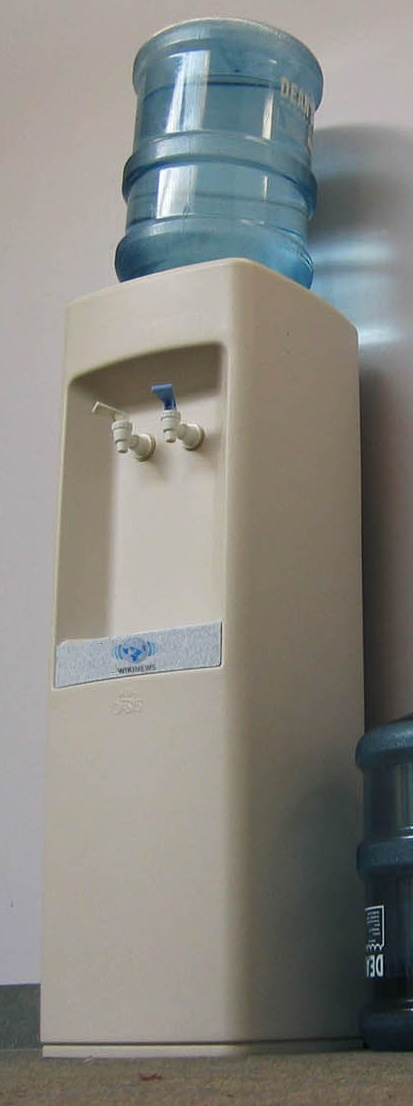
再利用できる5米ガロン(19 L)のボトルを搭載しているオフィス用冷水機。

オフィスや個人でボトルウォーターサービスを申し込むことは珍しくない。これらのボトルウォーター配達サービスは毎月、毎週、中には毎日配達される。従来、水道管の無い営業地域ではガラス製ボトル（水差し）に入った水を配達して冷蔵庫で保管されていた。プラスチック容器は水差しに代わる形となったが、企業向け販売では現在も既存の水を濾過したり水源を使用することがある。

## 各地域のボトルウォーター事情

### オーストラリア
オーストラリアボトルウォーター協会はICBWA(International Council of Bottled Water Associations)の地域メンバーとして加盟している。オーストラリアにおけるボトルウォーター産業は年約4千万オーストラリアドルの収益をあげている。
シドニーの高級レストランではボトルウォーターの販売を中止し、同品質の水を確保するため、炭酸塩入りの冷たい水道水をろ過する5000オーストラリアドルの機械を使用している。

### 欧州連合
2009/54/EC指令によって欧州連合での天然ミネラルウォーターの採水や販売が定められていて、ミネラルウォーターと湧水がボトルウォーターの主要な2つの形式として承認している。
ミネラルウォーターとは大まかに言えば、地面から湧き出たり岩石の上を流れる地下水である。ミネラルウォーターの処理は鉄や硫黄の化合物といった許容されていない物質の除去しか行えない。また、このようなミネラルの処理で酸素注入を伴うろ過やデカンテーションでのみミネラルの強化を行える。遊離した二酸化炭素は物理的方法でしか除去できず、CO2の注入（もしくは再注入）に関する規制は厳格に決められている。天然ミネラルウォーターの殺菌処理は細菌コロニーの数を買えてしまうような物質の添加を含めて完全に禁止されている。もし天然ミネラルウォーターが発泡性の場合、天然炭酸ミネラルウォーター（CO2無添加）、湧泉から出ている気体が入っている天然ミネラルウォーター（CO2の再添加）、炭酸天然ミネラルウォーター（厳格なガイドラインを遵守した形でCO2を添加）というように二酸化炭素が入っている経緯をラベルに記載しなければならない。
2001/83/EC指令でボトルウォーターは医薬品と見なされ、他の規制対象から除外される。

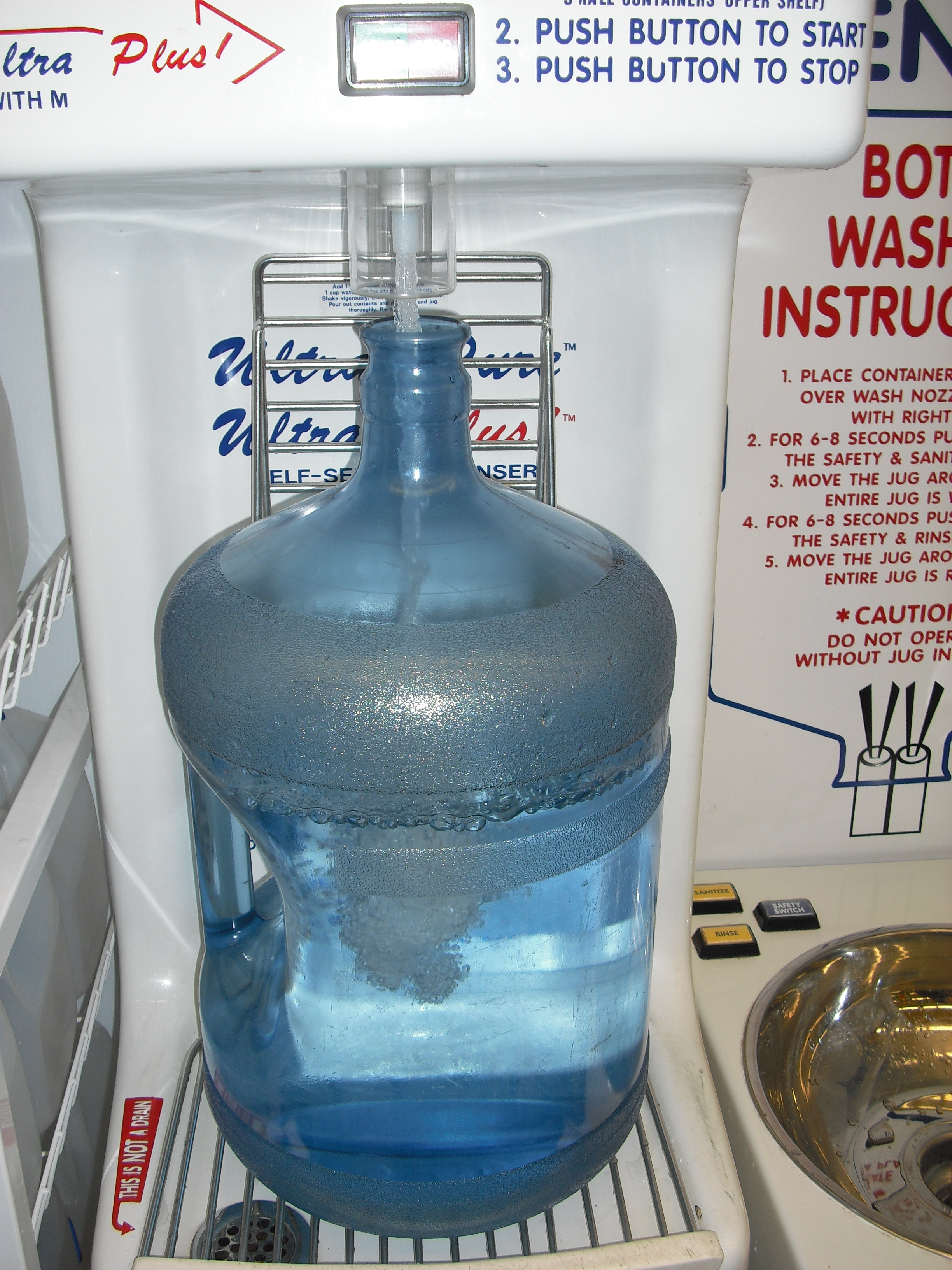
カナダの食料品店にあるボトルウォーター給水機。

### レバノン
水は雪解けによって春から初夏にかけて流れ出る優れた帯水層を形成しているレバノン山脈やアンチレバノン山脈の山にある多孔質破断石灰岩から流れ出る主要天然資源である。国全体で多いとはいえない雨量だが湧泉など豊富な水資源がある地域がある。これは破断地質岩石が豊富なことと730kmにわたって流れているためである。レバノンは1人当たりのボトルウォーター消費量が急増している国の1つである。
国内向けやアラビア半島やペルシャ湾周辺にある水需要の高い国への輸出向けに、アルマハ(Almaha)、アーズ・ウォーター(Arz Water)、リム・ナチュラル・ミネラル・ウォーター(Rim Natural Mineral Water)、サビル(Sabil)、サンナイン(Sannine)、ソハット（英語: Sohat）、タンノウリン(Tannourine)といった7社の大手ボトルミネラルウォーター企業がレバノンにある。

### ニュージーランド
ニュージーランドにおいてはオーストラリア・ニュージーランド食品安全局によって規制されており、1981年食品法を順守しなければならない。2009年7月より、添加剤もしくは天然ミネラルとしてフッ化物を添加できるようになった。

### パキスタン
水質汚染が深刻なため、1980年代中頃、都市部の家庭では濾過装置が使われ始めたがその後、企業による家庭向けミネラルウォーター配達サービスが始まるようになった。ディスペンサーに取り付けられる1米ガロン (3.8 L)ボトルの使用が普及し続けている。
かつてパキスタンにおけるボトルウォーター消費は歴史上最大の売り込みを行ったネスレが最も有名だったが、やがて国内企業やコカ・コーラ、ペプシ、ネイチャー、ヴェイ、グレート・ウォーター・イスラマバード、デュー・ドロップ、そしてエビアンなどの輸入ブランドが国内で売り込みを始めている。

### アメリカ合衆国
アメリカ合衆国は世界最大のボトルウォーター市場で、メキシコ、中華人民共和国、ブラジルが追随している。2008年のアメリカ合衆国でのボトルウォーターの売上は86億米ガロン(33,000,000 m3)を突破し、同国飲料市場の28.9%を占め、炭酸ソフトドリンクを除くフルーツ飲料、スポーツドリンクといった他のソフトドリンク全種類を上回る売上を記録した。アメリカ人における年間1人あたりのボトルウォーター消費量は21米ガロン (79 L)である。
同国においてボトルウォーターと水道水はそれぞれ違った機関によって規制されており、ボトルウォーターは食品医薬品局、水道水は環境保護庁が規制している。バージニア州アレクサンドリアに国際飲料協会 (IBWA)の本部がある。

### 日本
農林水産省では、農林水産省局長通達 2食流第1071号（1990年（平成2年）3月30日制定）、7食流第398号（1995年（平成7年）2月17日改正）によって「ミネラルウォーター類（容器入り飲用水）の品質表示ガイドライン」を定めており、地下水等のうち、飲用適の水を容器に詰めたもので、ナチュラルウォーター、ナチュラルミネラルウォーター、ミネラルウォーター以外のものについて、「飲用水」又は「ボトルドウォーター」と記載することとしている。

## 関連文献
- Arnold, Emily; Larsen, Janet (2 February 2006), Plan B Updates - 51: Bottled Water - Pouring Resources Down the Drain, Earth Policy Institute（英語版）
- Gleick, Peter (5 May 2010). Bottled and Sold: The Story Behind Our Obsession with Bottled Water. Shearwater. ISBN 978-1-59726-528-7.  オリジナルの2011年5月5日時点におけるアーカイブ。
- United States. Congress. House. Committee on Energy and Commerce. Subcommittee on Commerce, Trade, and Consumer Protection. Regulation of Bottled Water: Hearing before the Subcommittee on Commerce, Trade, and Consumer Protection of the Committee on Energy and Commerce, House of Representatives, One Hundred Eleventh Congress, First Session, July 8, 2009.